# Unholy Ground
Unholy Ground – czwarty album studyjny fińskiej grupy Sunrise Avenue.

## Lista utworów
1. „Unholy Ground” – 3:10
2. „Lifesaver” – 3:58
3. „Little Bit Love” – 3:45
4. „I Can Break Your Heart” – 3:47
5. „Hurtsville” – 3:21
6. „Letters in the Sand” – 3:56
7. „Girl Like You” – 3:47
8. „If I Fall” – 3:56
9. „Aim for the Kill” – 3:55
10. „Don't Cry (Don't Think About it)” – 3:27
11. „Afraid of the Midnight” – 3:14